# Vajdahunyad
Vajdahunyad (románul Hunedoara, németül Eisenmarkt vagy Hunnedeng) megyei jogú város (municípium) Romániában, Erdélyben, Hunyad megyében. Az 1920-as évek óta hozzátartozik Bujtur és Zalasd település.

## Fekvése
Dévától 20 km-re délre, a Zalasd Csernába folyásánál, 220–270 méteres tengerszint feletti magasságban fekszik.

## Nevének eredete
Nevének alaptagja valószínűleg egy -d képzős személynévből származik, előtagja pedig arra utal, hogy az erdélyi vajda birtoka volt. A román név a Hunyadvára alak átvétele, amelyben az ómagyar β (bilabiális zöngés spiráns) vokalizálódott. Az Eisenmarkt név ('vaspiac') vasgyártására utal. Ez Binder Pál szerint mesterséges névalkotás a forrásokban előforduló Hunnedeng helyett. Történeti névalakjai: Hungnod (1265), Huniad (1278), Hwnyadwar (1409), Vayda Hunyadi (1575).

## Népessége
- 1785-ben 1861 lakosa volt. Ugyanazon évben a vármegye 192, az ortodox főesperesség 250 ortodox családfőt írt össze. A rákövetkező évben 310 görög és 291 római katolikus lelket vettek számba, míg református egyházközsége Csolnakos és Bujtur filiákkal 1766-ban 121 főt számlált.[6]
- 1850-ben 1937 lakosából 1275 román, 284 magyar, 237 német és 86 cigány nemzetiségű; 992 ortodox, 370 görögkatolikus, 316 római katolikus, 181 református, 42 evangélikus és 36 zsidó vallású volt.
- 1900-ban 4419 főből 1987 volt román, 1896 magyar, 365 német, 101 szlovák és 58 olasz anyanyelvű; 1769 római katolikus, 1478 ortodox, 483 református, 427 görögkatolikus, 149 zsidó, 80 evangélikus és 33 unitárius vallású. Az összlakosság 52%-a tudott írni és olvasni. A román anyanyelvűek 35%-a, a németek 68%-a beszélt magyarul.
- 2002-ben 68 452 lakosából 62 985 román, 3758 magyar és 1129 cigány nemzetiségű; 59 077 ortodox, 2841 római katolikus, 1953 református és 1753 pünkösdi vallású.

## Története
Árpád-kori, Hunyad vármegyének nevet adó földvára a mai vártól délre emelkedő Szent Péter- (Sânpetru-) hegyen állt. A település 1307-ben főesperesi székhely volt. 1409. október 18-án kelt oklevelében Luxemburgi Zsigmond Vajk (Woyk) kenéznek, Hunyadi János apjának adományozta a birtokot, amelyről később a család a nevét is vette. A család ezután építette a mai vár elődjét, birtokközpontul. Hunyadi János kormányzósága alatt a várban élt felesége, Szilágyi Erzsébet. Ez idő tájt átépítették és kibővítették az építményt. A település mezővárosi kiváltságokat kapott és 1448-ban ferences szerzetesek telepedtek le benne. 1453 után az uradalmat Szilágyi Erzsébet örökölte. 1457-ben Hunyadi Mátyás adott engedélyt ortodox vallású jobbágyainak, hogy a városban kőtemplomot építsenek. 1482-ben a várat hatalmas uradalmával együtt Corvin János kapta meg, aki 1494-ben Kinizsi Pálnak zálogosította el. A 15. században már vasat és aranyat bányásztak.
1514–1518-ban 184 házból állt, tehát tekintélyes méretű település volt. Ekkoriban többször is az uradalom birtokosa nevezte ki ortodox papját esperessé. Vajdahunyadról származik az első híradás arról, hogy románok a mindennapokban találkoztak a reformáció tanításaival. A sziléziai Georg Stolz, Brandenburgi György várnagya ugyanis 1526-ban Kaspar Schwenkfeld tanait hirdette a vajdahunyadi románok körében. Az erdélyi püspök vizsgálatot is rendelt el ellene, mivel úgymond „egyszer egy szombaton a román pap házába ment, és ott a hívő keresztények kigúnyolására húst evett a románokkal együtt, és a román szektát dicsérte a keresztény hithez képest”.
1528-ban 124 ház tűzvészben leégett. 1534-ben Czibak Imre ostromolta. 1536-ban Szapolyai János enyingi Török Bálintnak adományozta. 1557-ben Török János a várudvaron fejeztette le hűtlen feleségét, Kendi Annát. 1601-ben Vitéz Mihály eredménytelenül ostromolta. 1618-ban került az iktári Bethlen család tulajdonába. Bethlen Gábor átalakíttatta és külső védművekkel erősíttette meg a várat, majd az uradalommal együtt unokaöccsének, Bethlen Istvánnak adományozta. Annak 1632-es halála után rövid ideig felesége, Széchy Mária lakta. 1648-ban Zólyomi Dávidné Bethlen Katalin szerezte meg.
Bethlen Gábor 1619-ben megerősítette a szűcsök céhének alapszabályát, 1627-ben létrejött a szabók, 1635-ben a bőrösök és csizmadiák, 1676-ban a takácsok céhe. 1634-ben alapították román nyelvű református egyházát. 1687-ben és 1699-ben két prédikátoruk is volt. 1659–1660-ban, Karánsebes eleste után román és szerb menekültek telepedtek le a városban. 1671-ben Thököly Imréé lett az uradalom, aki többször időzött is itt. 1685-ben Apafi elkobozta Thökölytől. A település ekkor 184 házból állt és három malma őrölt.
1710-ben kapták vissza a ferencesek a Rákosdra vezető út mellett állt rendházukat, amely 1725-ben szerzett ismét kolostori rangot. 1720-ban három pap lakta. 1721-ben 36 taksás nemes, 28 polgár és 8 zsellér mellett sok vármegyei nemes család is házat birtokolt a városban. A lakosság nagyobbik része ekkor román nyelvű volt. 1731-ben évi négy országos vásárt tartottak benne: nagyböjt negyedik vasárnapján, áldozócsütörtökön, Péter-Pálkor és Szent Mártonkor.
A tőle északra, a Cserna mellett fekvő Csernabányán 1667-ben már működött egy vasmű, amely 1699-ben 490 mázsa nyersvasat és 66 mázsa ekevasat állított elő. 1714-től Georg Steinhilbert bérelte, aki ugyanazon évben egy második, 1727-ben egy harmadik vasművet is építtetett. 1743-tól közvetlenül a kincstár kezelte.
1724-ben Apafi Katáról az uradalom a fiskusra szállt. A modern vasgyártás kezdetei a 18. század közepére tehetőek, amikor közelében megépült a toplicai olvasztó. A várat utoljára 1784-ben használták katonai célra, amikor a vármegyei nemesség nagy része itt talált védelmet a Horea-felkelés elől. A városka regionális jelentőségű kézművesközpont és Hunyad vármegye egyik kerületének székhelye volt. Az 1760-ban fölállított katonai határőrvidék területére esett ugyan, de lakói nem katonáskodtak. Az 1786-ban 1873 lakosának 55%-a zsellér, 17%-a polgár, 9%-a nemes, 8%-a jobbágy, 2%-a tisztviselő volt és 15 pap lakott benne. 1803-ban 14 német család költözött ide a badeni Hausensteinből. Lakosságának felekezeti megoszlása 1830-ban: kb. 700 ortodox és görögkatolikus, 200 református és 100 római katolikus. 1831-ben Kazinczy Ferenc „falu-forma mezőváros”-nak nevezte. 1832-től működött benne gyógyszertár. Egy 1842-es forrás szerint lakói csergét készítettek. 1848-ban Constantin Papfalvi görögkatolikus plébános, hunyadvidéki esperest választotta képviselőjének a pesti országgyűlésbe.
1782-től a Nebojsza-torony háta mögött, a Szent Péter-hegy aljában, a Bănie (< bánya) néven ismert helyen kohókból és három hámorból álló vasmanufaktúra működött. 1869-ben kapaverővé alakították át és az 1880-as években számolták fel végleg. 1837 és 1840 közt Debreczeni Márton szervezte újjá vidékén a vasgyártást. A század második felében maga Vajdahunyad is vaskohászati központtá fejlődött. 1882-ben két drótkötélpályát létesítettek Govasdia és Vajdahunyad között és 1884-ben befejezték a Vajdahunyad–Piski vasútvonal építését. Ugyanekkor megépült az első nagyolvasztó, amelyet 1903-ig további négy követett – ezek közül az 1895-ös negyedik húsz méteres magasságával a legnagyobb volt az akkori Magyarországon.
1937 és 1940 között 8500 m²-en felépítették a Siemens–Martin-acélművet. A második világháború után Románia egyik legnagyobb vas- és acélkohászati központja lett. 1980 és 1985 között a kohászat több mint húszezer főt foglalkoztatott.
1892-ben 19 bukovinai székely családot telepítettek le a várostól északra, a vasút mellett létesített Csángótelepen, az 1940-es évek végén pedig a polgárháború kb. 650 görög menekültje talált új otthonra a városban. A bukovinaiak házai salakból épültek. A számukra kijelölt földek gyenge minőségűek voltak, így sokan közülük fuvarozásból próbáltak megélni. Az 1950-es évek végén, a mezőgazdaság kollektivizálása idején ezrével érkeztek új beköltözők Moldvából és Havasalföldről. 1947 és 1949 között a város déli peremén egy földszintes munkásházakból álló kis kertvárosi negyedet hoztak létre. A régi várostól északkeletre tervezett, annak területét sokszorosan meghaladó munkásváros építése 1950-ben kezdődött, de az építkezés az 1950-es években vontatottan haladt, és a munkások többsége a tervezett városrész területén ideiglenes barakkokban, viskókban lakott. A művelődési ház környékén álló szocialista realista lakóépületek 1959-ben készültek el. Ugyanekkor kezdték meg a George Enescu utcától északra az új, díszítetlen tömbházak építését. 1959–1961-ben felépült az 1., 1962–1966-ban a 2., 3. és 4. számú mikrorajon. 1960 és 1966 között évente átlagosan ezer új lakást adtak át.
Futballcsapata, a Corvinul Hunedoara az 1980-as években a román élvonalba tartozott és az 1981–82-es idényben harmadik helyet szerzett a román bajnokságban.

## Gazdasága
A kohászati művek az 1990-es években több lépcsőben elbocsátotta munkásait és a korábbi töredékére csökkentette a termelését. 2003 óta a gyár területének északi részét ipari parkként próbálják hasznosítani. A művek most az ArcelorMittal céghez tartoznak és kb. 510 000t acélt gyártanak évente.

## Látnivalók
- A vajdahunyadi vár
- A Szent Miklós ortodox templom erőd benyomását keltő, faerkélyes tornya 1458-ban épült. 1634-ben a református egyházszervezethez tartozott. 1654 előtt átalakították, ebből az időből való belső festése, Constantin és Stan Caian munkája. 1827-ben kibővítették és az épület stílusától idegen, bizáncias harangtoronnyal látták el. A templom két nagy művészi erejű, 15. századi ikont (Szent Miklós és Útmutató Istenanya – Hodigitria) őriz, amelyek az elpusztult ploszkai kolostorból kerültek ide a 18. század második felében. 1654-ben készült ikonosztáza a legrégibb fennmaradt teljes ikonosztáz Erdélyben.[18]
- Református temploma a 17. század elején épült. Reneszánsz ajtókeretei 1644-ből valók és a patrónus házaspár, Bethlen Péter és Illésházi Kata családi címerét viselik.
- Az Urunk színeváltozása ortodox templom a 19. században épült.
- Ortodox katedrális[19]
- Műemlék épületek: Str. Bursan Constantin 1. (20. század eleje), 8. (1906), Str. Castelului 22. (erdőhivatal, 19. század), Pța Libertății 28. (1812), Str. Revoluției 5. (1910).
- Pályaudvar (1951–1953, a román fatemplomokra utaló toronnyal és Paul Miracovici szocialista realista freskójával a váróteremben).
- Művelődési ház (1956–1957, neoklasszicista–szocreál, a Bukarest Bucureștii Noi negyedében épült Înfrățirea între popoare mozi másolata).

## Oktatás
A városban működik a Temesvári Műszaki Egyetem Mérnökképző Kara.

## Híres emberek
- A vár híres lakói: Fráter György (Corvin János idejében itt volt kukta), Szilágyi Erzsébet, Hunyadi János, Török Bálint, Tinódi Lantos Sebestyén, Széchy Mária, Thököly Imre
- Itt született 1872. március 19-én Kossalka János hídépítő mérnök.
- Itt született 1896. december 19-én Vajk Raoul († Uniontown, Pennsylvania, USA, 1980. október 4.) geofizikus.
- Itt született 1903-ban Fekete József szobrász.
- Itt született 1906-ban Bogsch László paleontológus.
- Itt született 1913. október 31-én Kolczonay Ervin filmproducer.
- Itt született 1940-ben Dorina Lazăr színész.
- Itt született 1964. március 14-én Winkler Gyula, romániai magyar politikus.
- Itt született 1971-ben Máté Angi író.
- Itt született 1976. július 26-án Borbély Károly informatikai miniszter.
- Itt született 1978-ban Bogdan Lobonț labdarúgó.

## Képek

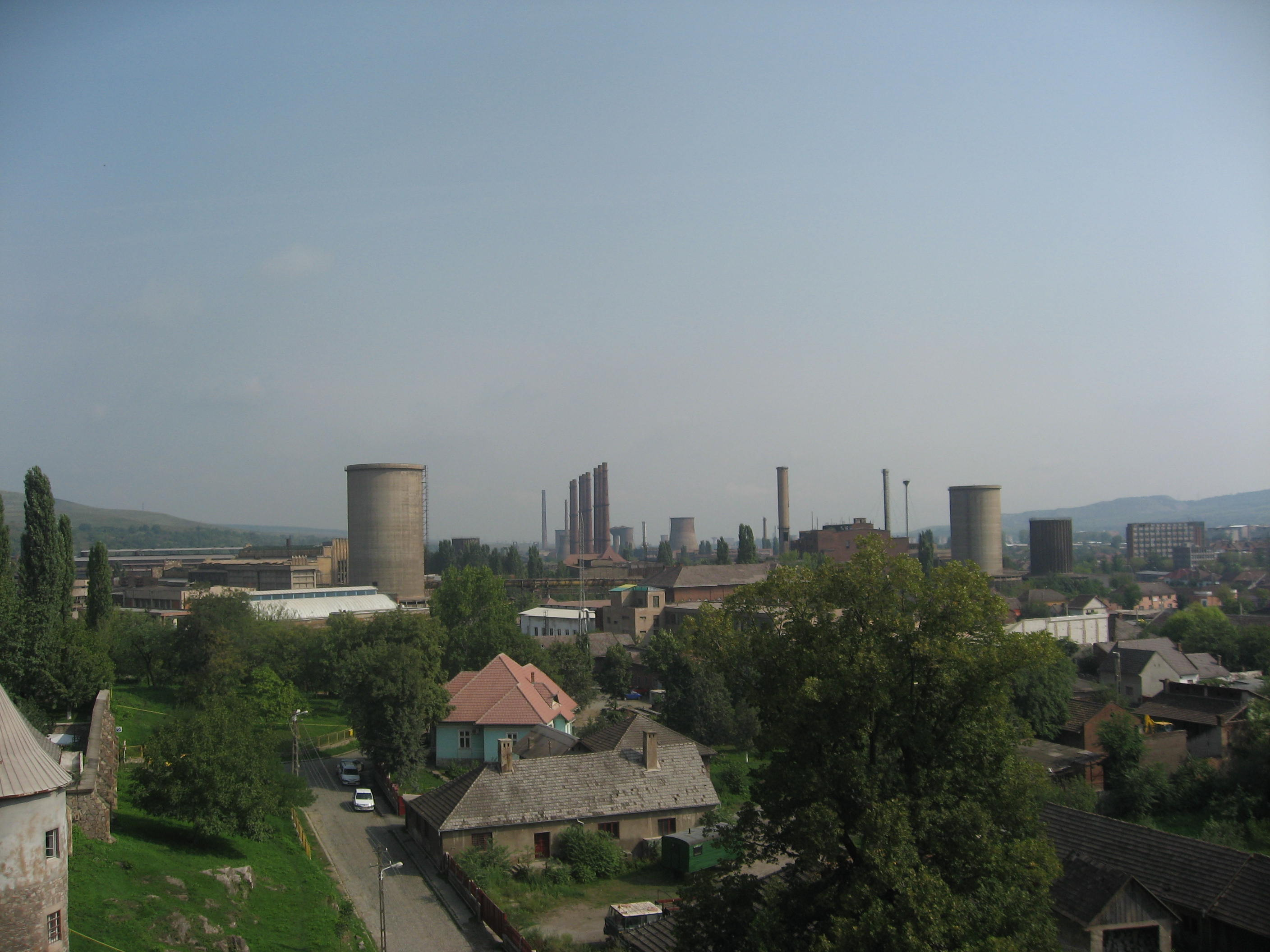
A vasmű
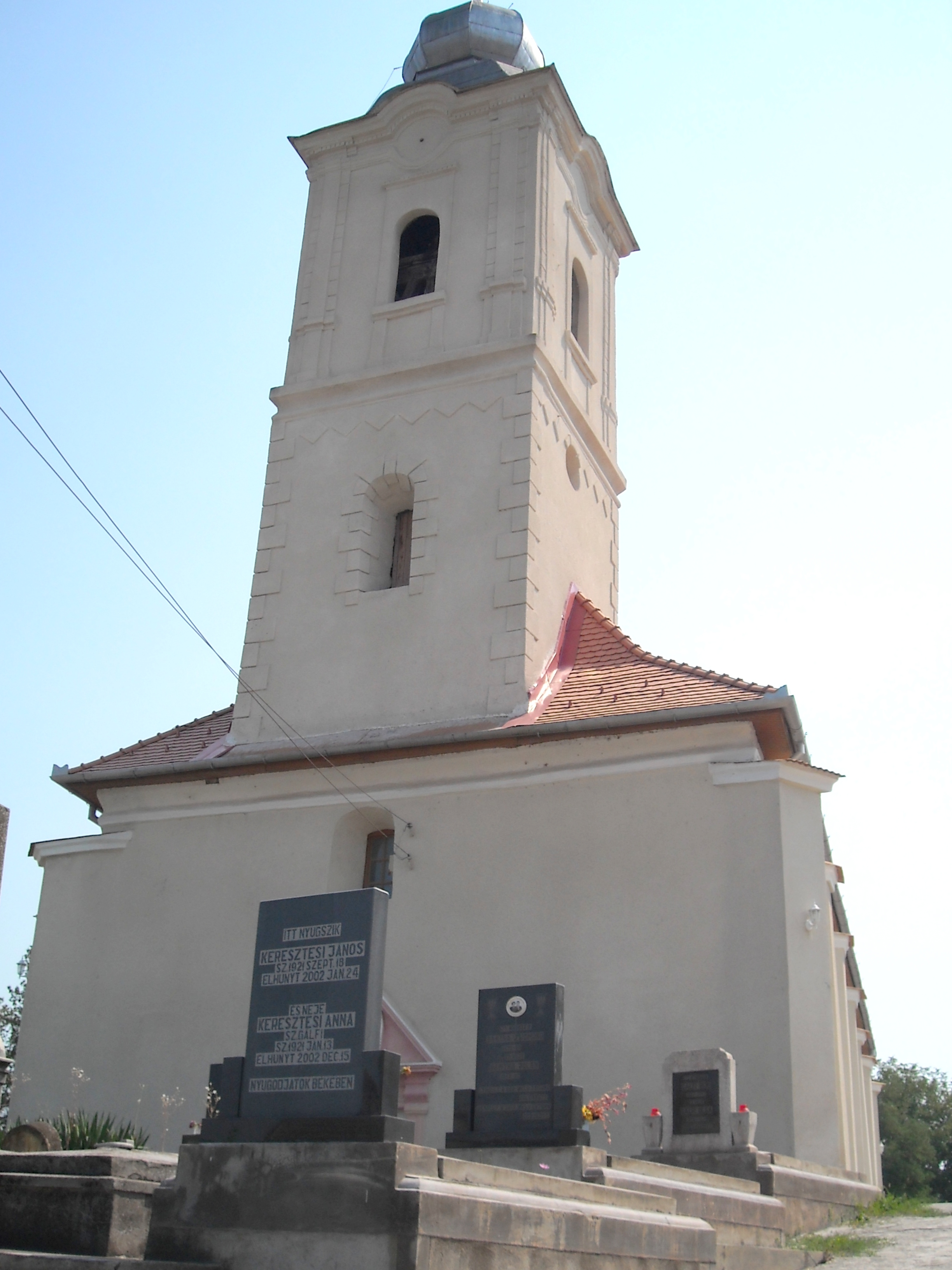
Református templom
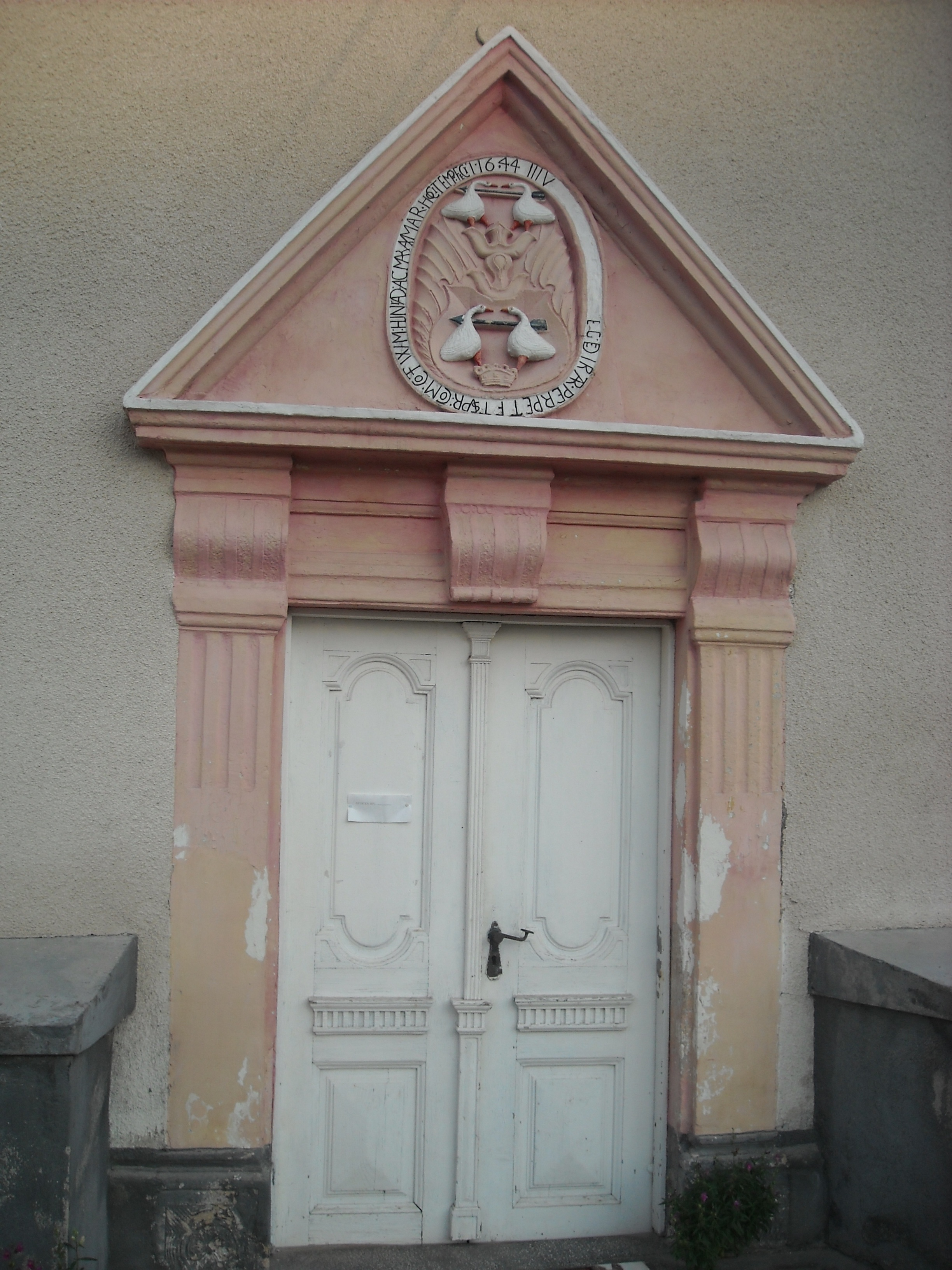
A templom reneszánsz ajtókerete, Bethlen Péter címerével
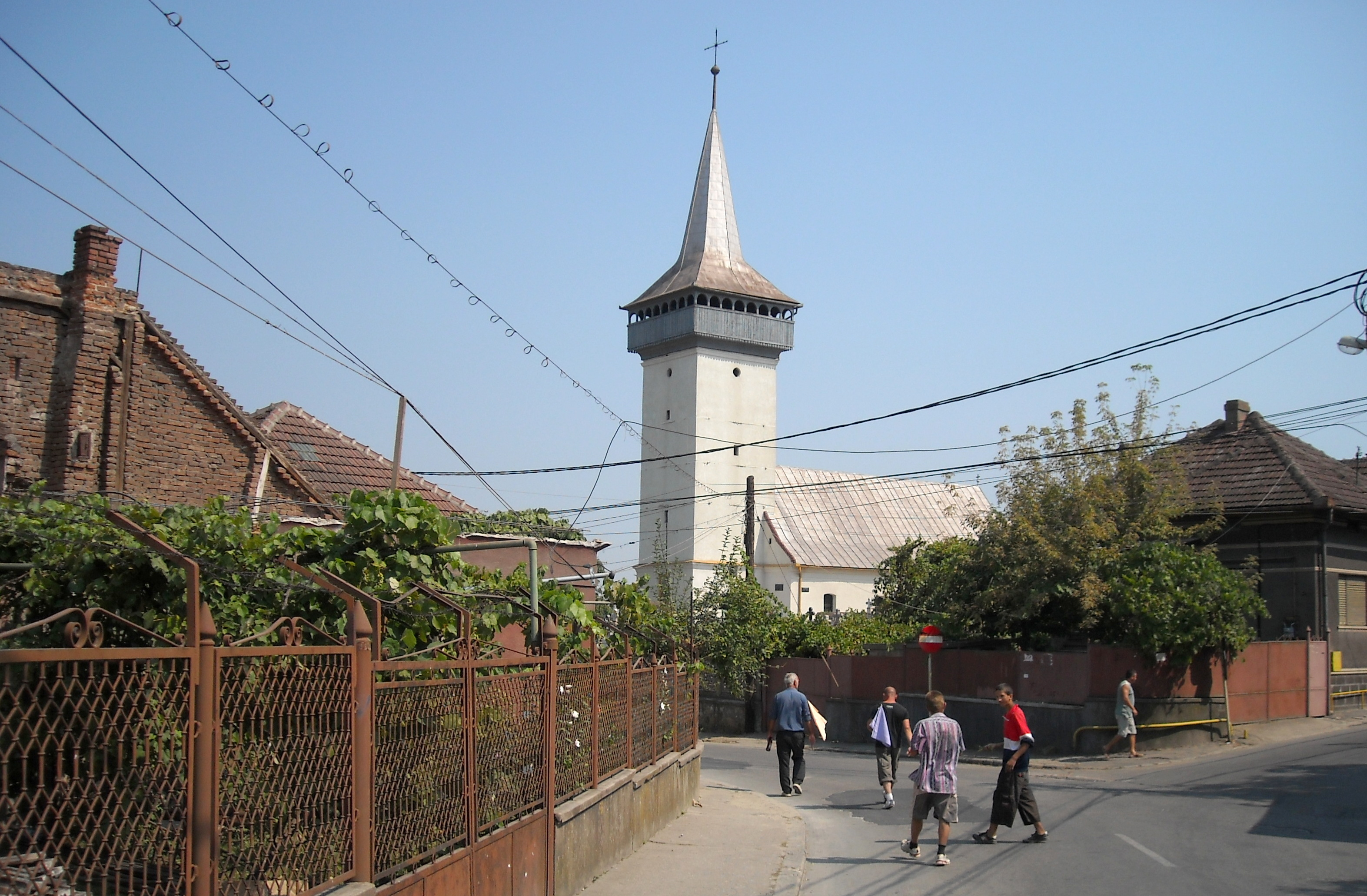
Urunk színeváltozása templom
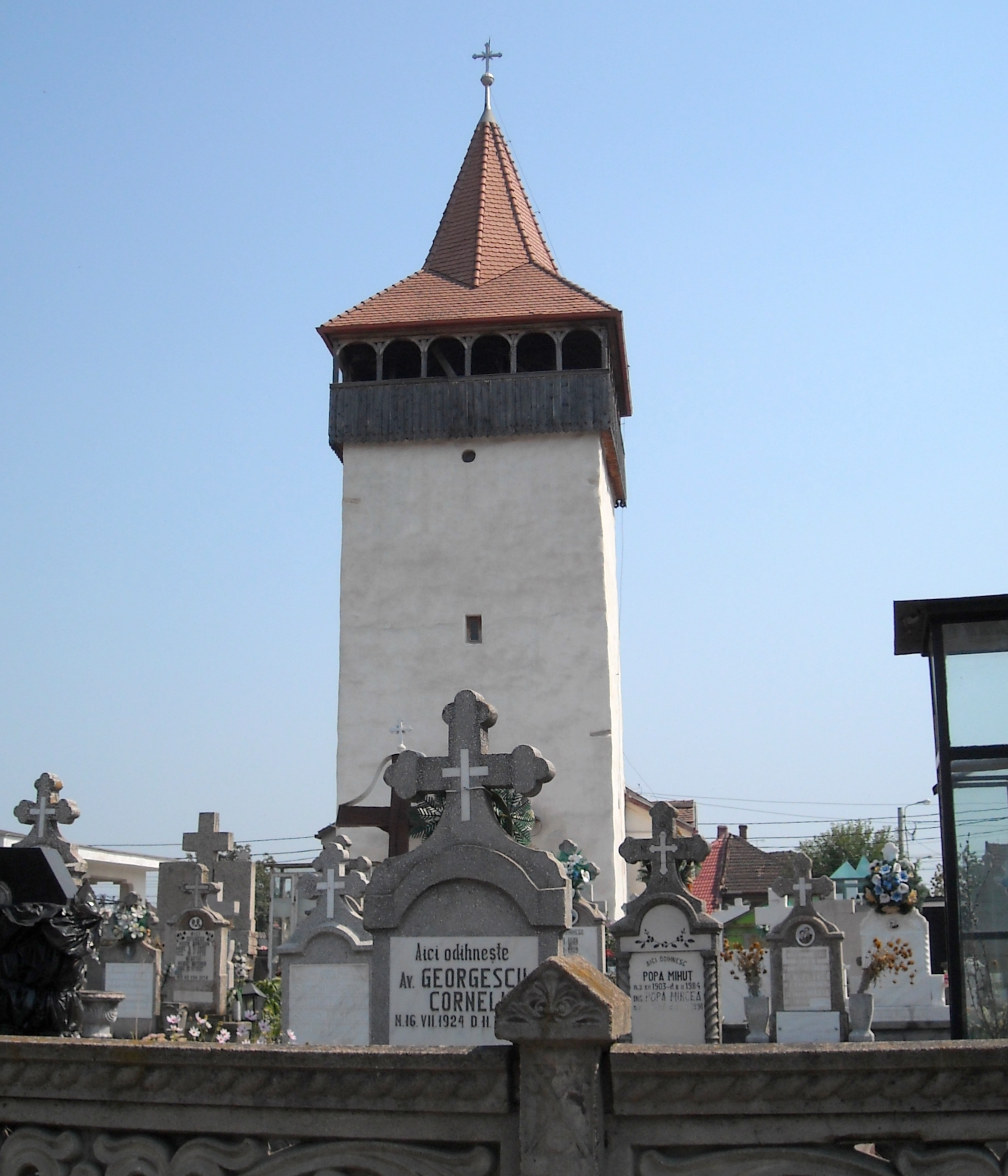
A Szent Miklós-templom
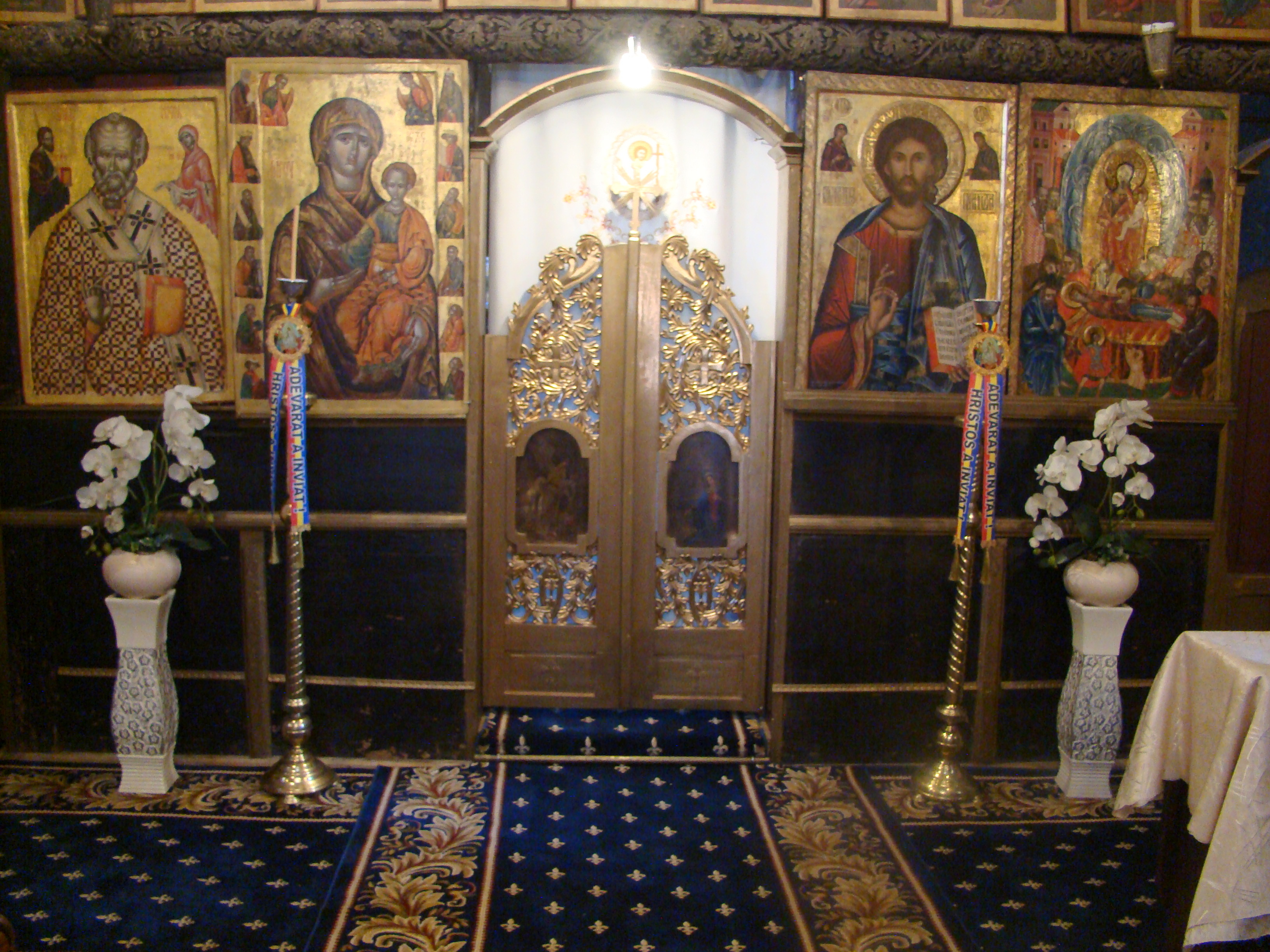
A templom ikonosztázának alsó sora
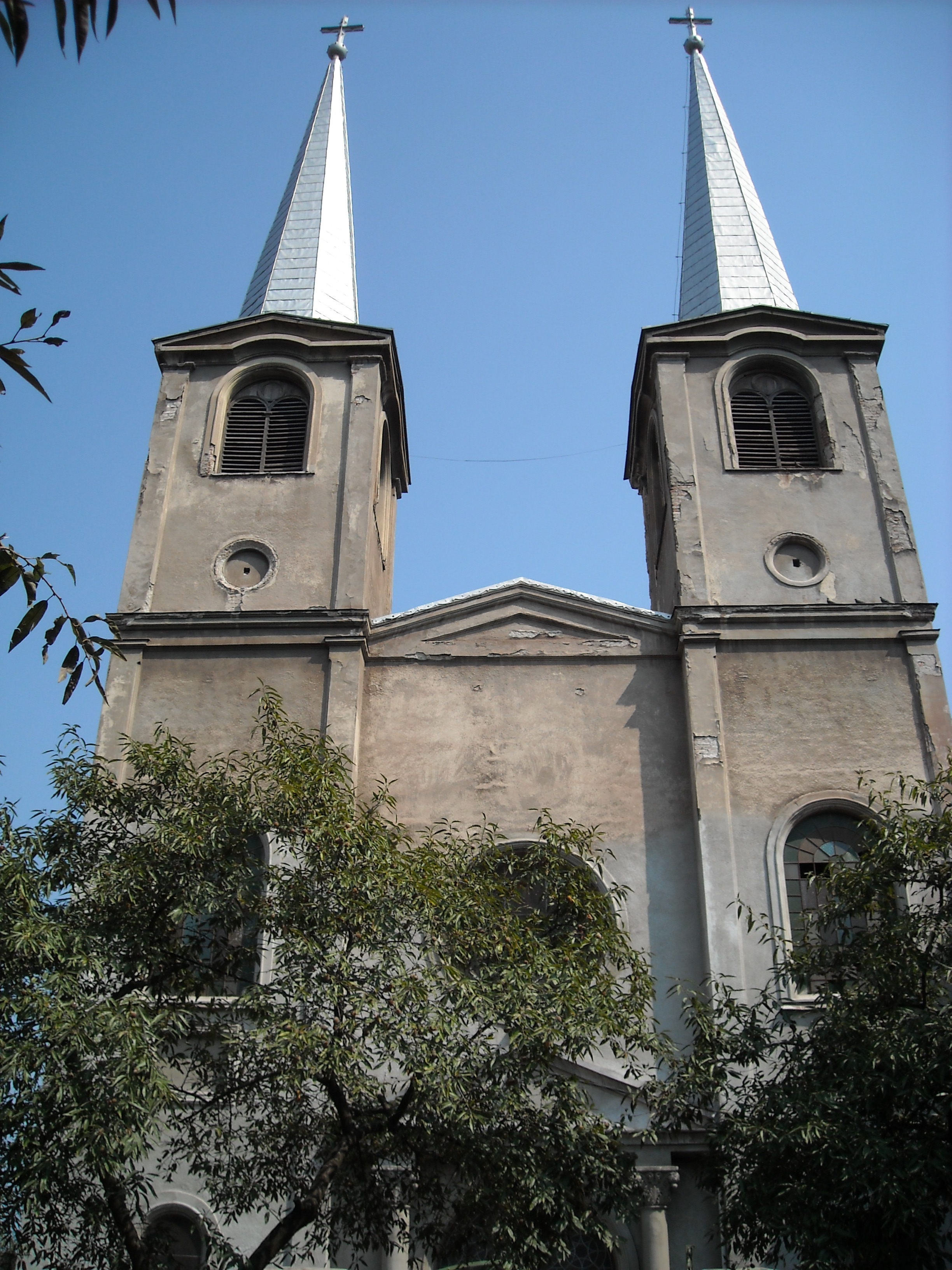
Ferences templom
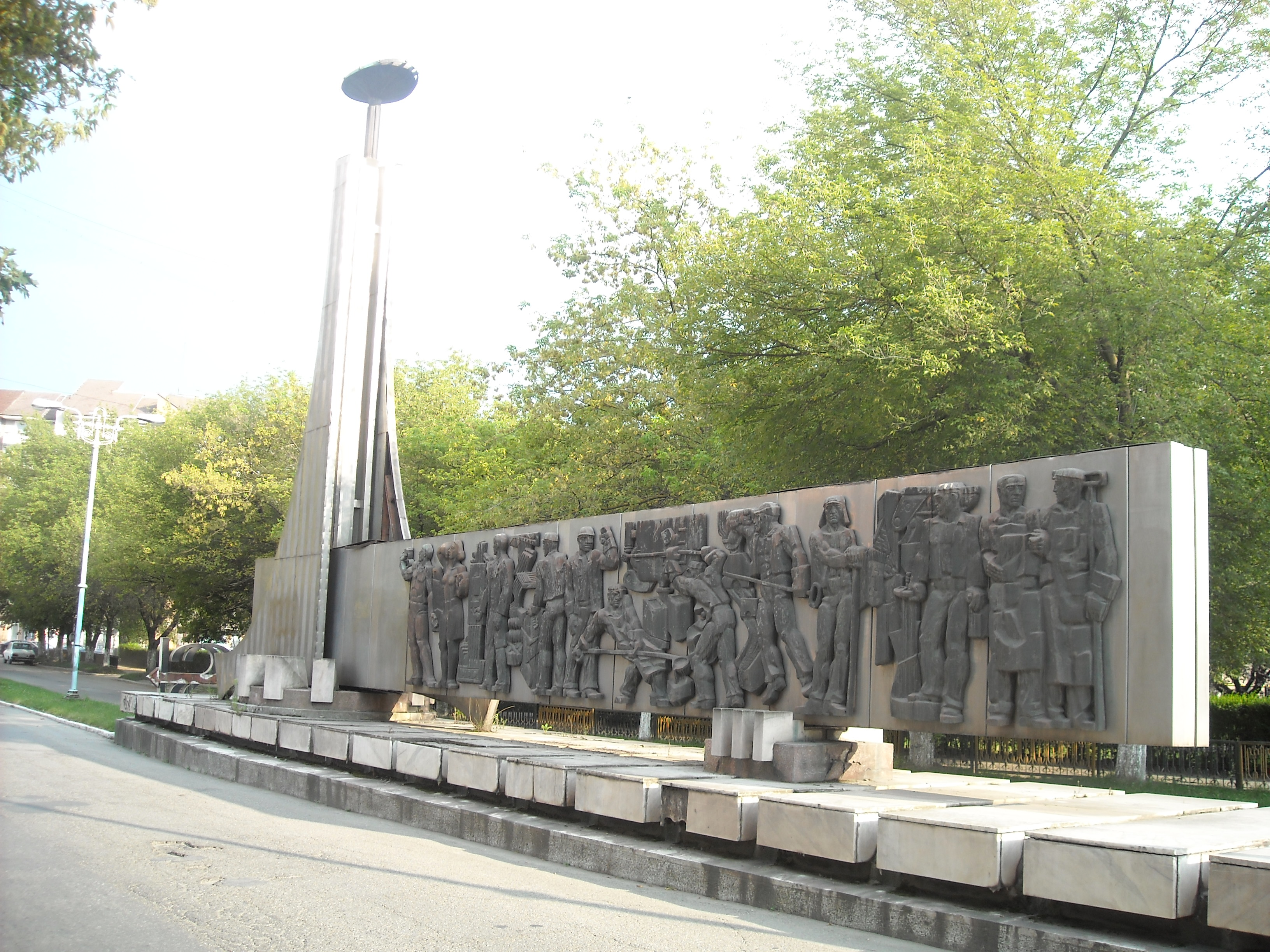
Fémmunkás emlékmű
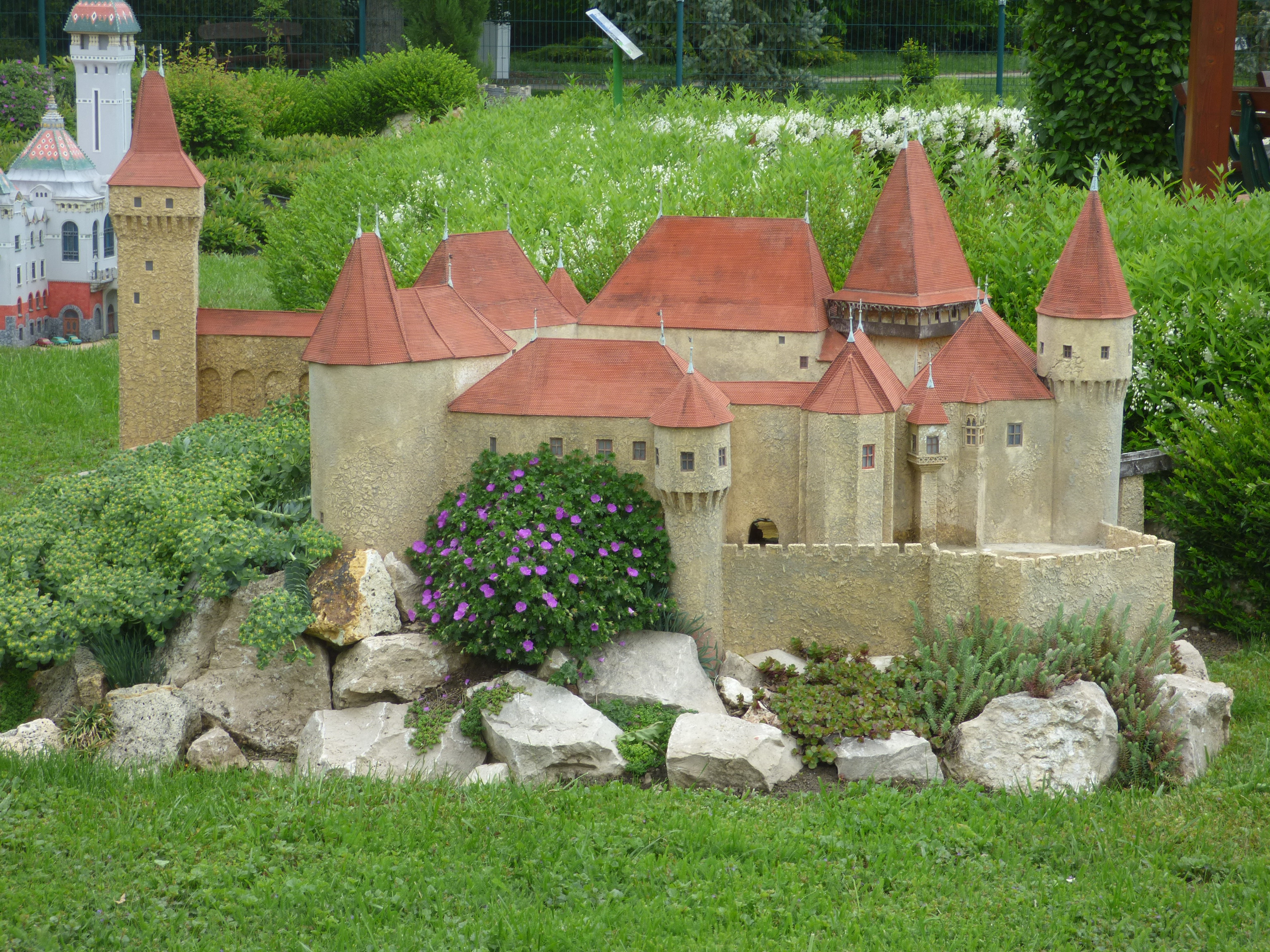
A vajdahunyadi vár makettje a szarvasi Mini Magyarország gyűjteményében

## Testvérvárosai
- Argenteuil, Franciaország
- Derince, Törökország
- Szombathely, Magyarország
- Zenica, Bosznia-Hercegovina

## Képek

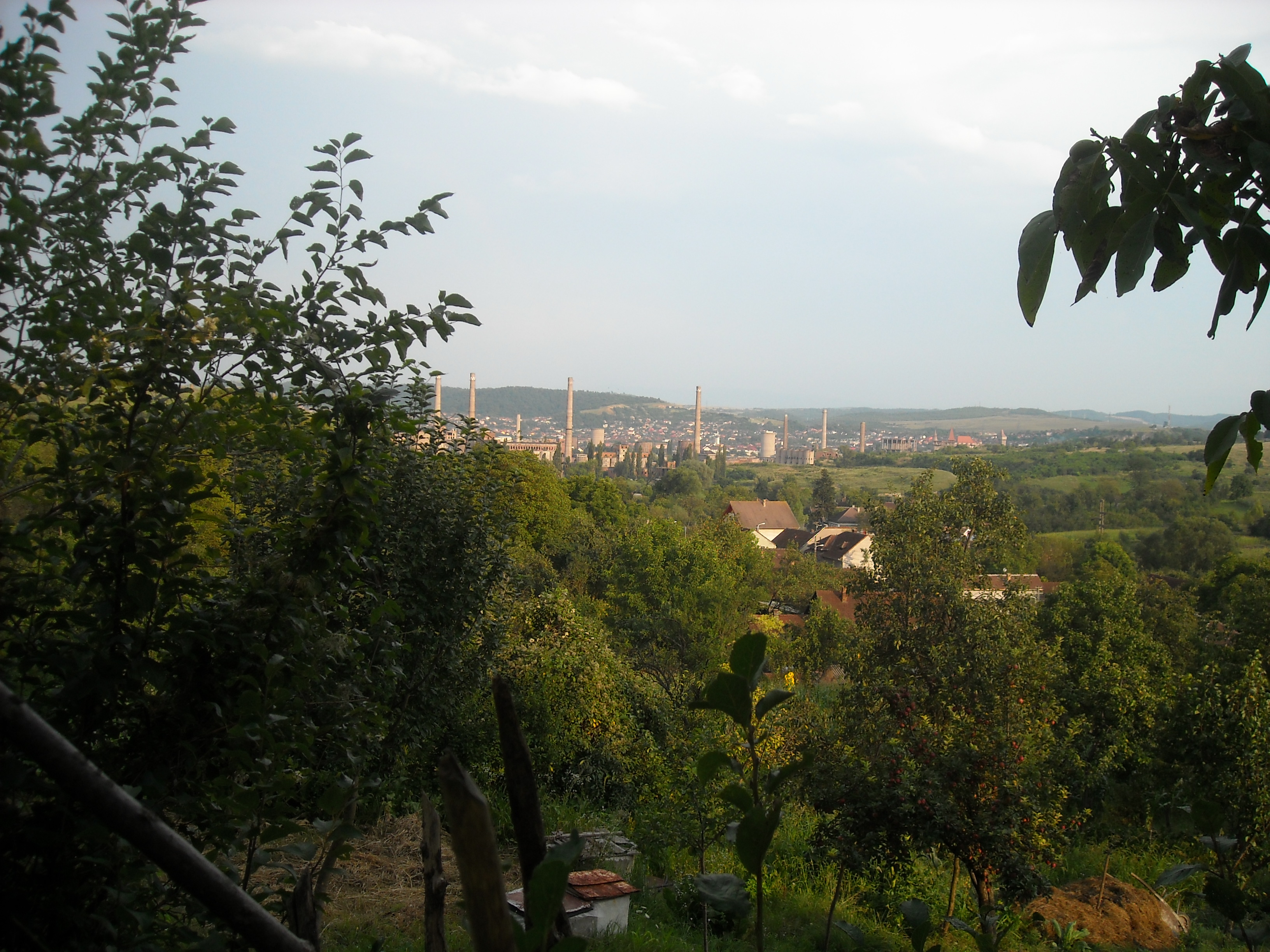
A város részlete, Rákosd felől
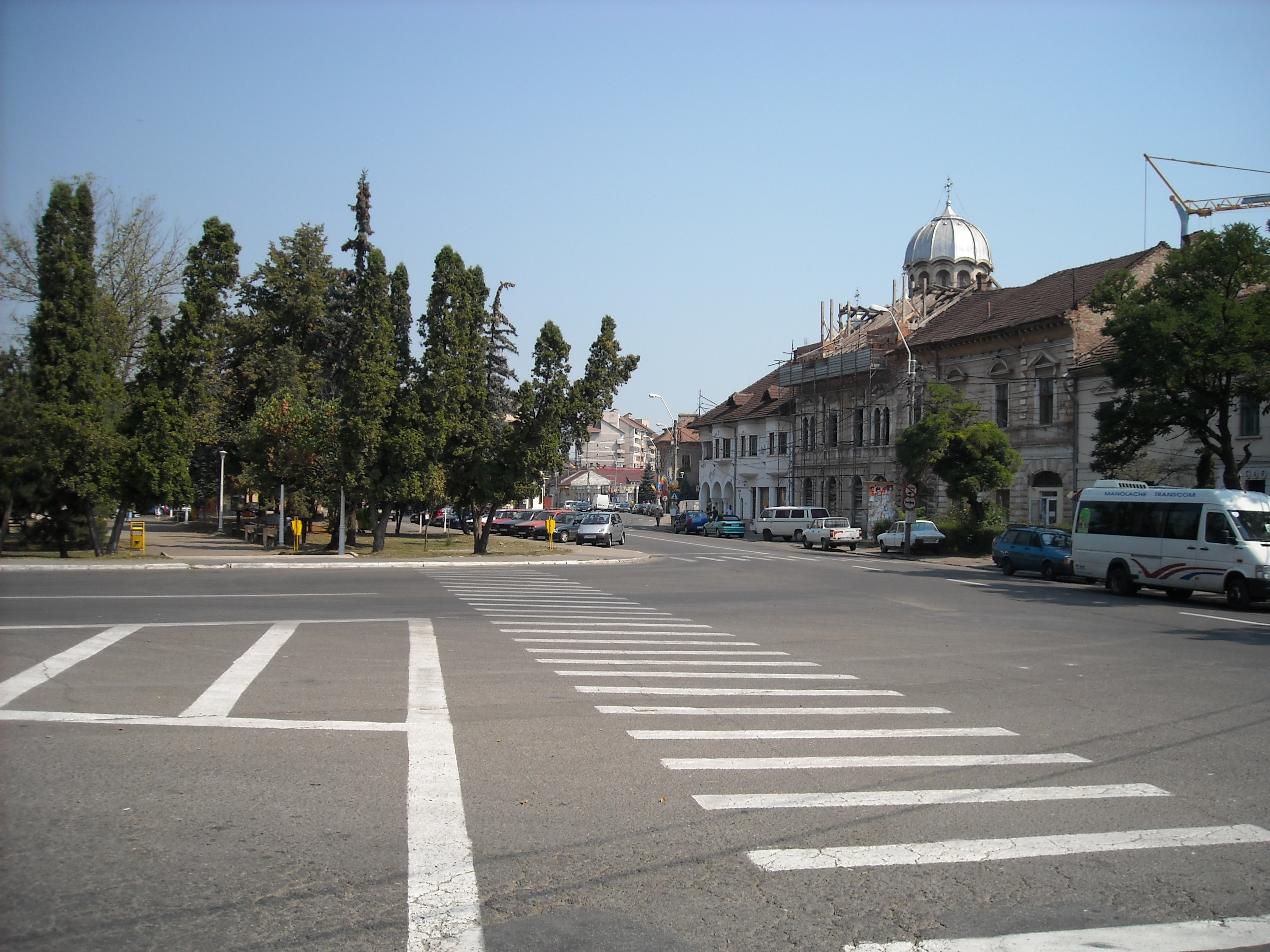
A város főtere
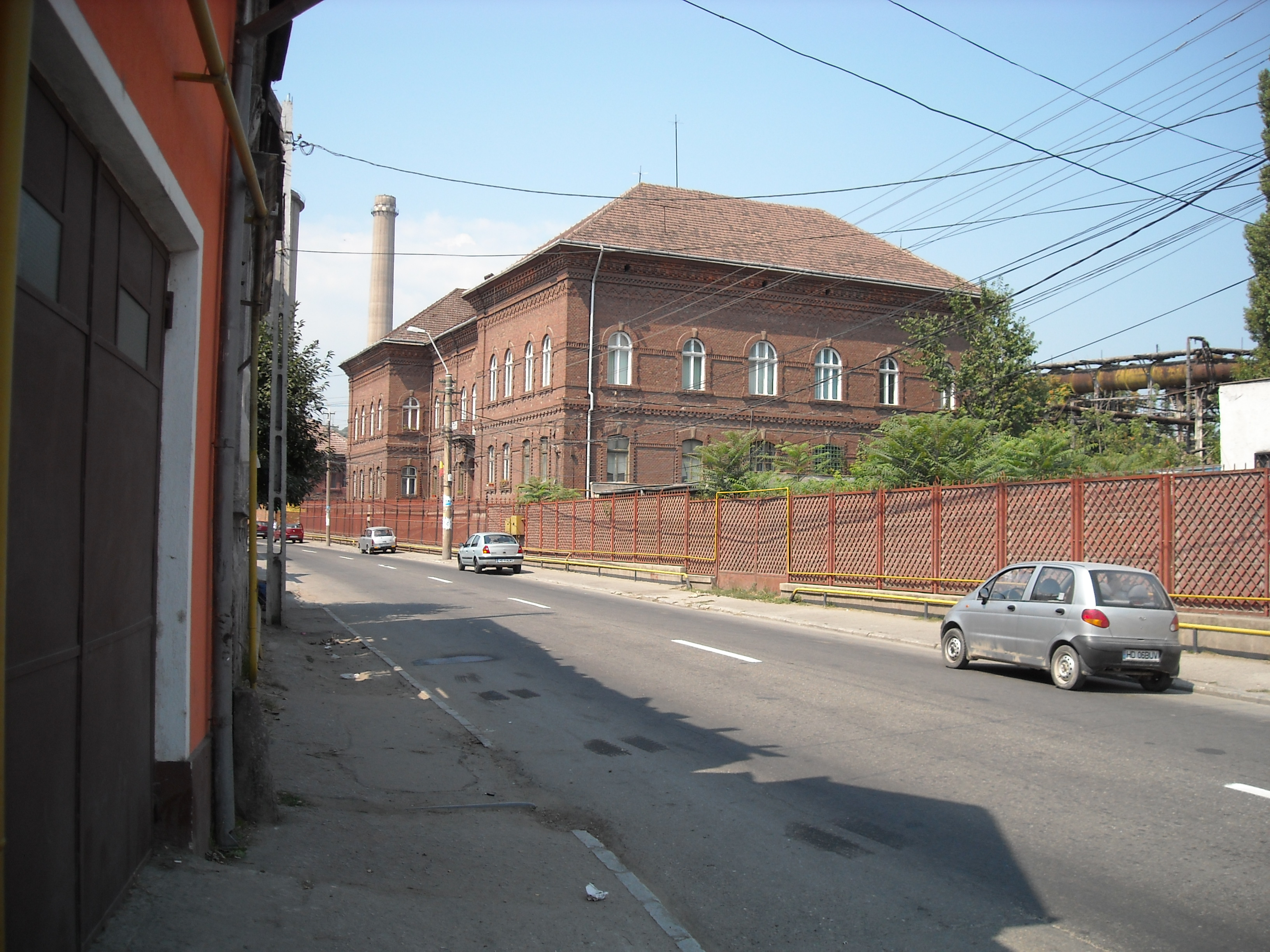
A vasgyár irodaépülete
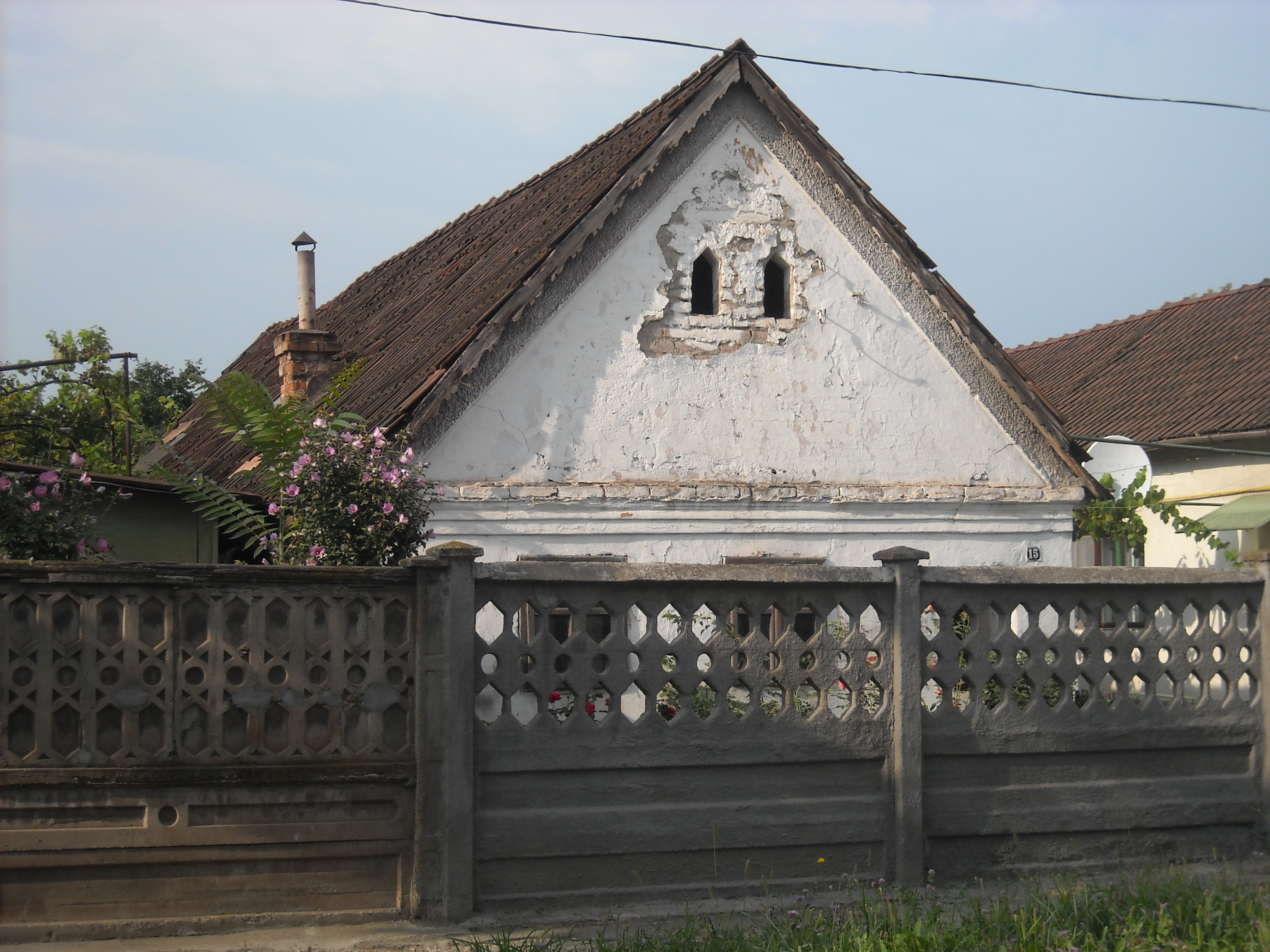
Csángótelepi ház
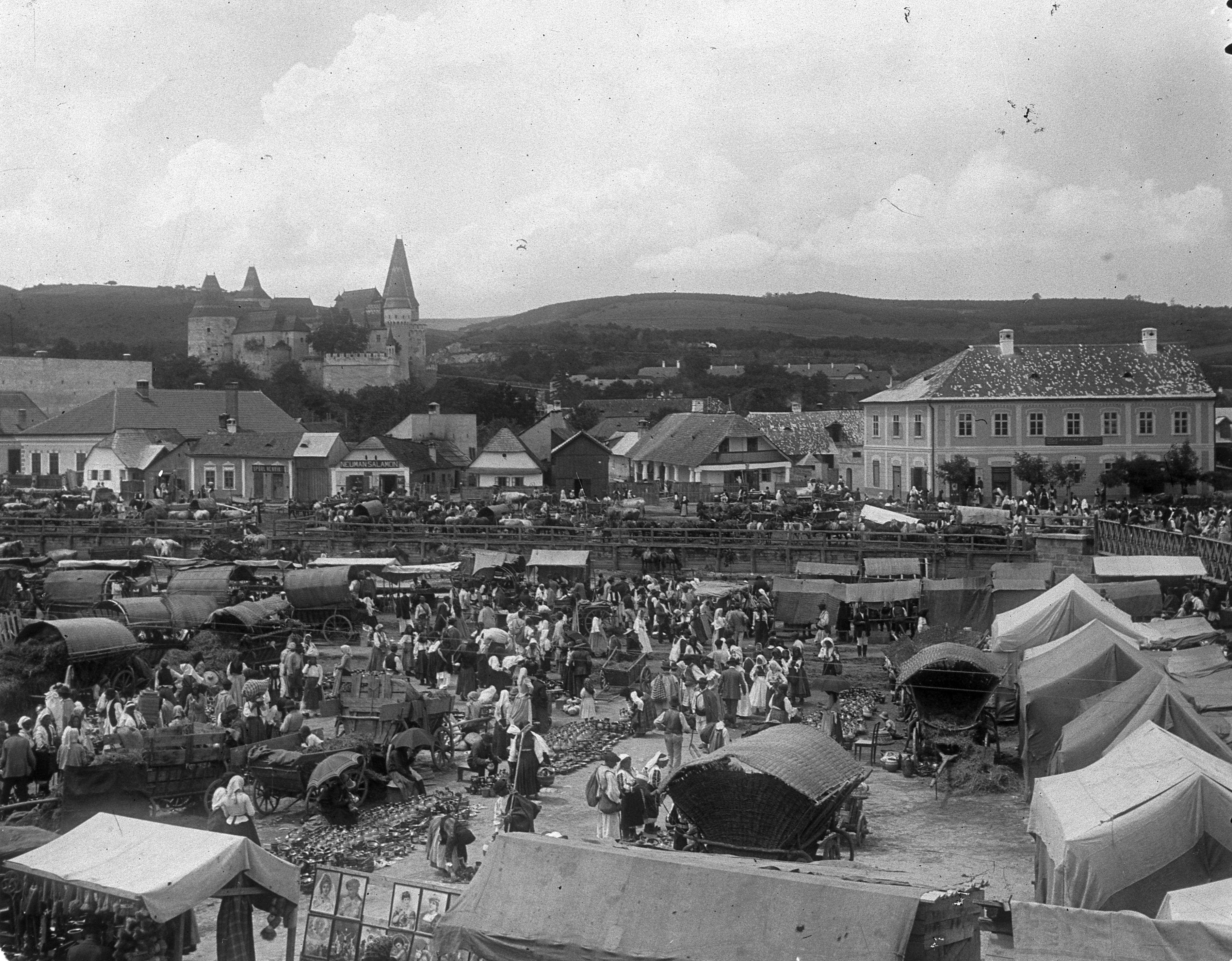
Vásár a főtéren, 1900 körül
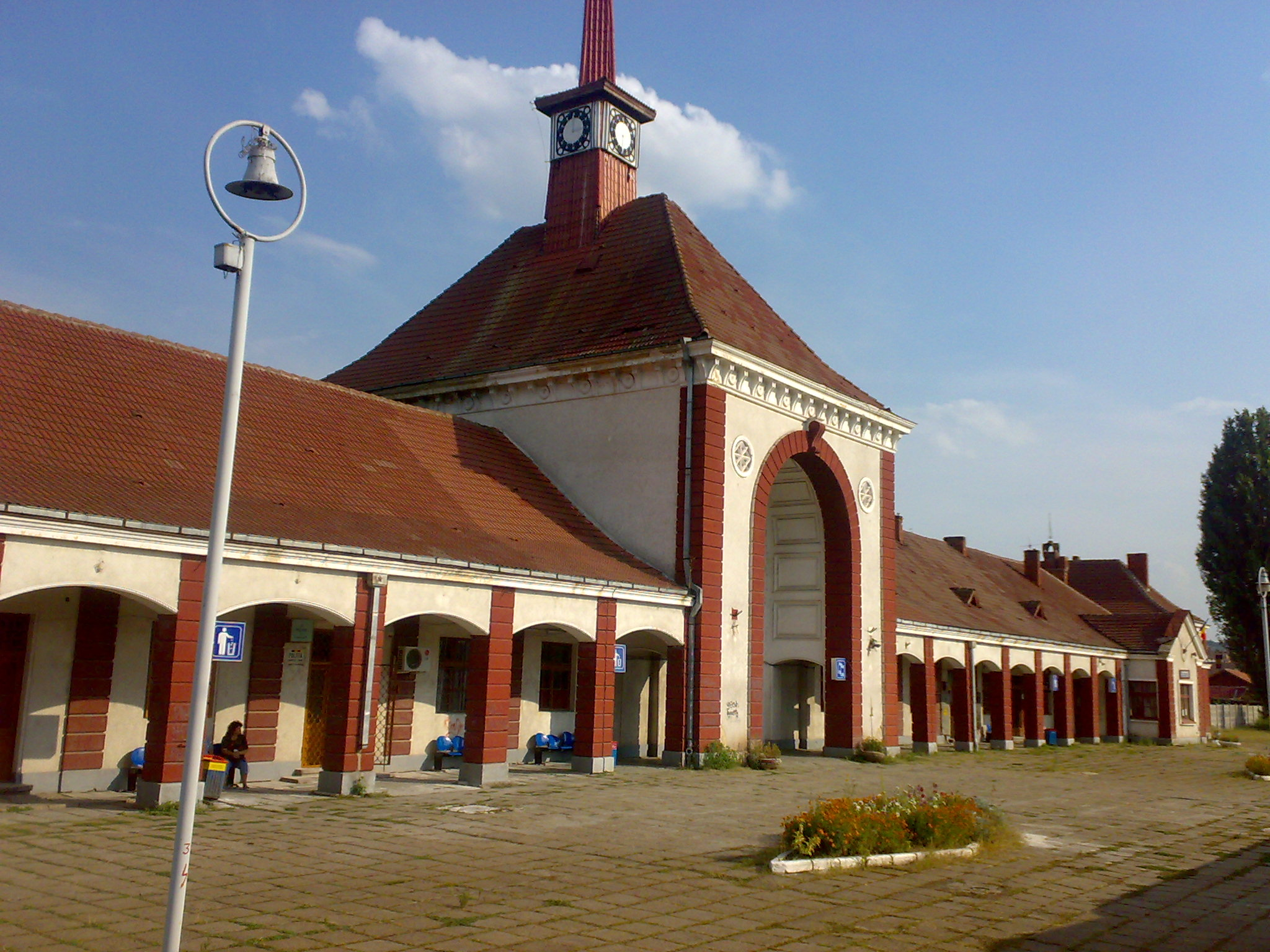
Vasútállomás
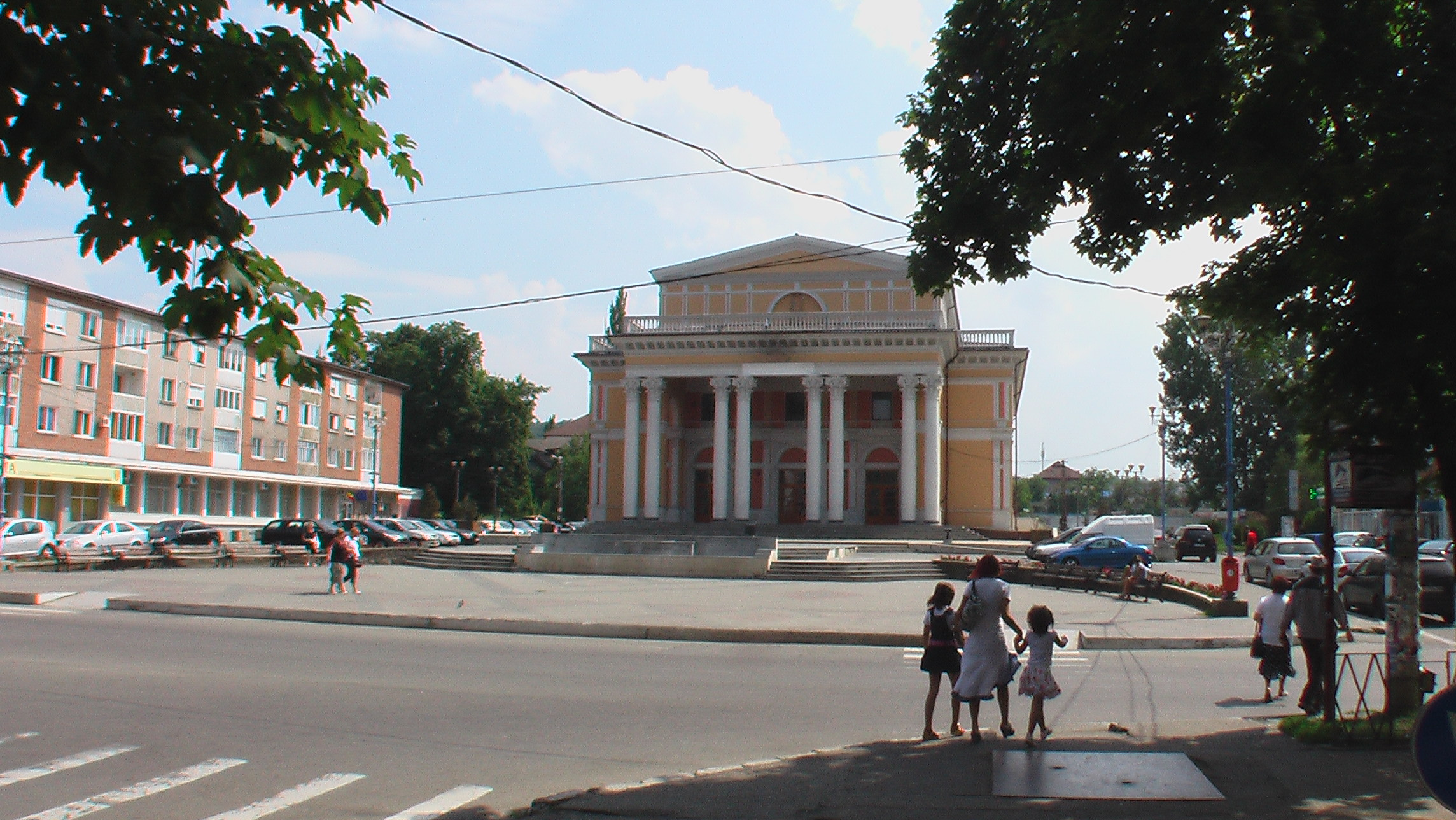
Kultúrház